# 一〇〇式司令部偵察機
キ46 一〇〇式司令部偵察機
「新司偵」
下志津陸軍飛行学校所属の一〇〇式司令部偵察機二型（キ46-II）
- 用途：偵察機
- 分類：司令部偵察機（戦略偵察機）
- 設計者：久保富夫
- 製造者：三菱重工業
- 運用者： 大日本帝国（陸軍・海軍）
- 初飛行：1939年11月
- 生産数：1,742機
- 生産開始：1940年
- 運用状況：退役

一〇〇式司令部偵察機（ひゃくしきしれいぶていさつき）は、第二次世界大戦時の大日本帝国陸軍の偵察機（司令部偵察機）。キ番号（試作名称）はキ46。愛称は新司偵（しんしてい）。略称・呼称は一〇〇式司偵、一〇〇偵、一〇〇司、ヨンロクなど。連合軍のコードネームはDinah（ダイナ）。開発・製造は三菱重工業。設計主務者は久保富夫。
九七式司令部偵察機の後継機として1939年（昭和14年）に初飛行、太平洋戦争（大東亜戦争）開戦前の1941年（昭和16年）から配備が行われ、1945年（昭和20年）の敗戦に至るまで帝国陸軍の主力戦略偵察機として使用された。本機は画期的な開発思想や高性能をもつ後の「戦略偵察機」の先駆的存在であり、また、そのスタイルの美しさから「第二次大戦で活躍した軍用機のうちで最も美しい機体の一つ。一〇〇式司偵を収蔵しているイギリス空軍博物館が "One of the most elegant aircraft of World War Two" と評している。

## 概要

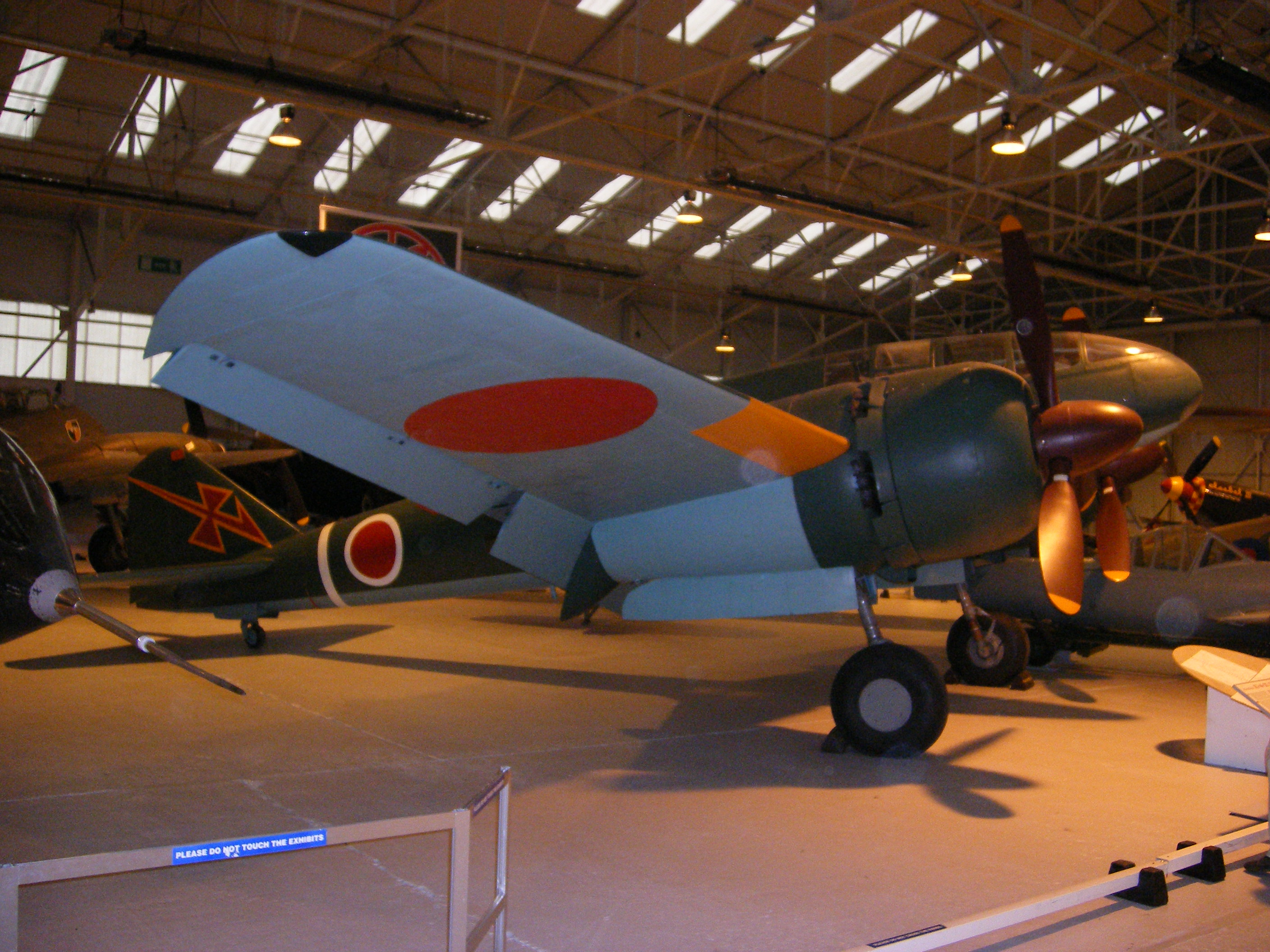
イギリス空軍博物館コスフォード館収蔵（#現存機）の一〇〇式司偵三型甲（キ46-III甲）。本機の当時の所属は第1野戦補充飛行隊偵察隊であるが、レストア時に描かれた部隊マークは隊号「81」をスマートに図案化し一〇〇式司偵をもって活躍した飛行第81戦隊

一〇〇式司偵は特に三型（キ46-III）に代表される高速性を追求したゆえの細身で流線型の本体胴体と、空気力学に基づいた新設計のエンジンカウル（ナセル）、特徴的な尾翼といった従来の日本機とは異なるスマートな外見を持ち、性能面でも連合軍の邀撃戦闘機を振り切る高速性、優秀な高空性能および上昇限度、長大な航続距離を有していた。太平洋戦争開戦前から終戦に至るまで常に第一線で活躍し続けた、開発思想・機体設計・性能・外観・戦歴ともに旧日本陸海軍を代表する傑作機である。
一〇〇式司偵は陸軍機であるが、優秀な偵察機を保有していなかった海軍は本機の高性能にかつての九七式司偵と同様に注目し、海軍制式兵器に準ずるものとして本機を大々的に運用、第一五一海軍航空隊などが装備し実戦に投入している（#活躍）。
また、性能向上を狙った改良（機体及び各型の特徴）も重ねられ、大戦末期には百式司偵の高高度性能を買われ、機首に機関砲や、機体上部に「上向き砲」といった重武装を施した「武装司偵」と言われる対大型爆撃機邀撃戦闘機型も生産され、日本本土防空戦ではB-29撃墜の戦果を記録した他、最末期には極少数機が特別攻撃隊の特攻機として使用された。
試作機・増加試作機を除く全生産機数は計1,742機（一型34機、二型1,093機、三型613機、四型4機）。

## 開発

### キ46（キ46-I）
陸軍航空技術研究所の藤田雄蔵陸軍航空兵大尉（当時）の進言により開発された、初の長距離高速偵察機である九七式司令部偵察機は採用間もない1937年（昭和12年）7月に勃発した日中戦争（支那事変）に同年8月から投入され、各地の隠密偵察で活躍し大きな成果を挙げた。帝国陸軍は早くも後続司偵機の構想を打ち出しており、同年12月27日に九七式司偵を開発した三菱に対して以下の要求性能とともにキ46開発を命じた。
- 常用高度 : 4,000m - 6,000m
- 最大速度 : 600km/h/4,000m
- 航続距離 : 400km/h/4.000mで6時間
- エンジンは中島飛行機製ハ20乙・中島製ハ25・三菱製ハ26の何れかを使用。
- 乗員は2名の複座（操縦者・偵察者兼機上通信）、装備は無線装置一式および写真装置・酸素吸入装置各一式、武装は自衛用に後席旋回機関銃1挺。

このほか、操縦性として良好な安定性、水平直線飛行の正確安易さ、各舵の効き良くバランスが取れていることも要求されている。

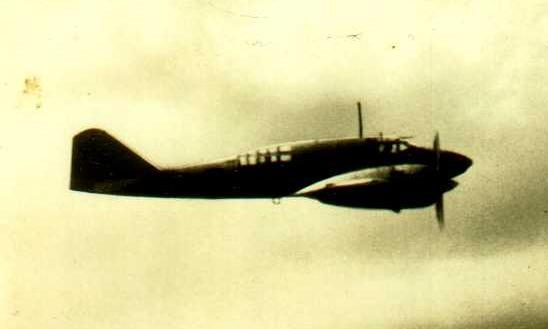
一〇〇式司偵一型（キ46-I）ないし二型（キ46-II）

開発にあたり三菱は設計主務者に久保富夫技師（九七式司偵設計主務者河野文彦技師は指導役）、陸軍側開発・審査主任のテスト・パイロットは陸軍飛行実験部実験隊偵察機班（のち陸軍航空審査部飛行実験部偵察隊）の片倉恕陸軍大尉がそれぞれ担当した。
最大速度600km/hは当時の世界水準を遥かに超えたものでありこれら要求数値は厳しいものであったが、反面、陸軍は機体形状やエンジン数の指定、重武装といった無理な要求はしなかったため、三菱側はある程度自由にキ46を設計することが出来たことが本機の成功に繋がっている。まず問題になった単発か双発かについては航続距離で有利なアスペクト比の大きさや故障や被弾時の生存性を考え双発に決定、液冷エンジンと異なり前方投影面積が大きく高速化に不利とされていた空冷星型エンジンの処理については、東京帝国大学航空研究所の河田三冶教授の協力により空気抵抗の少ない新開発のナセルを使用することで克服、また機体自体も流麗な形状とすることで抵抗減少が図られている。降着装置は主輪・尾輪共に引込式であり、引込後に閉じられる扉の採用（完全引込式）は日本の双発機としては初であった。エンジンは自社製で気心の知れているハ26（ハ26-I）が選ばれた。
キ46試作第1号機(「4601」）は1939年（昭和14年）11月（8月ともいわれている）に完成し、三菱のテスト・パイロットである江口操縦士によって各務原陸軍飛行場で初飛行に成功した。機体は立川陸軍飛行場に移され基本審査を、さらに陸軍偵察隊の総本山である下志津陸軍飛行学校での実用審査、満洲での寒冷地試験、飛行実験部での補足実用試験および各種テストを受け、翌1940年（昭和15年）8月10日（6月ともいわれている）にこれら一連のテストを終えた。期間中に試作第1号機は改修が加えられ、また試作機・増加試作機として第2 ~ 8号機も製作されテストに投入されている。
このキ46試作機はテスト中に最大速度540km/h/4,100mを記録。この数値はのちの一式戦闘機「隼」一型（キ43-I）および零式艦上戦闘機二一型両機の最高速度（500km/h前後）を共に凌駕するものであったが、要求の600km/h/4,000mにはおよばず、また欧米列強の新鋭戦闘機と比べても決して優速ではないことが同年8月21日の軍需審議会幹事会（新型兵器の制式採用を決定する場）で問題となった。しかし、安定性・操縦性などは問題なく優れた素質をもった機であることは立証されていたため、引き続き性能向上を図ることを希望条件に仮制式制定上申、1940年（皇紀2600年）9月下旬頃に一〇〇式司令部偵察機として制式化された。のちに後述のキ46-IIが一〇〇式司令部偵察機二型として制式制定されたため、本機はキ46-I 一〇〇式司令部偵察機一型となる。

### キ46-II

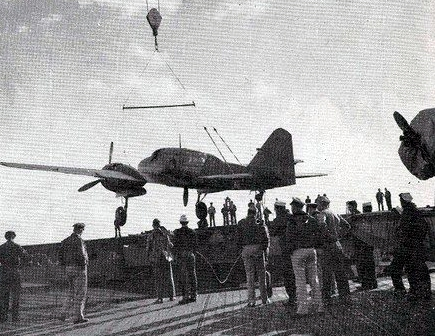
1944年、アメリカ軍に鹵獲され護衛空母「アッツ」の飛行甲板に積載される一〇〇式司偵二型（キ46-II）

キ46-Iの審査中から性能向上型の研究は進められ、1941年（昭和16年）3月にはエンジンをハ26の強化型であるハ102に換装したキ46-IIを試作。結果、飛行テストにおいてキ46-IIは最大速度604km/h/5,800mを記録し当初の要求数値を満たすと同時に、空冷エンジン機で600km/hは不可能という説を覆した。また、この604km/hとは当時の日本機としては最高記録であると同時に、日本陸海軍機初の600km/hオーバーのレコードである。
高空性能・航続性能も向上しているほか、装備も無線機を九六式飛二号無線機から九九式飛二号無線機に、写真装置（偵察カメラ）も九六式小航空写真機1台から一〇〇式大航空写真機1台・九六式小航空写真機1台に変更された。一方で翼面荷重の増大により着陸速度も速くなり着陸滑走距離は一型（キ46-I）の606mから706mに増え、実用上昇限度は110m低下した。
キ46-IIの実用テストは1942年（昭和17年）5月に完了し、翌6月に一〇〇式司令部偵察機二型として制式採用された。

### キ46-III

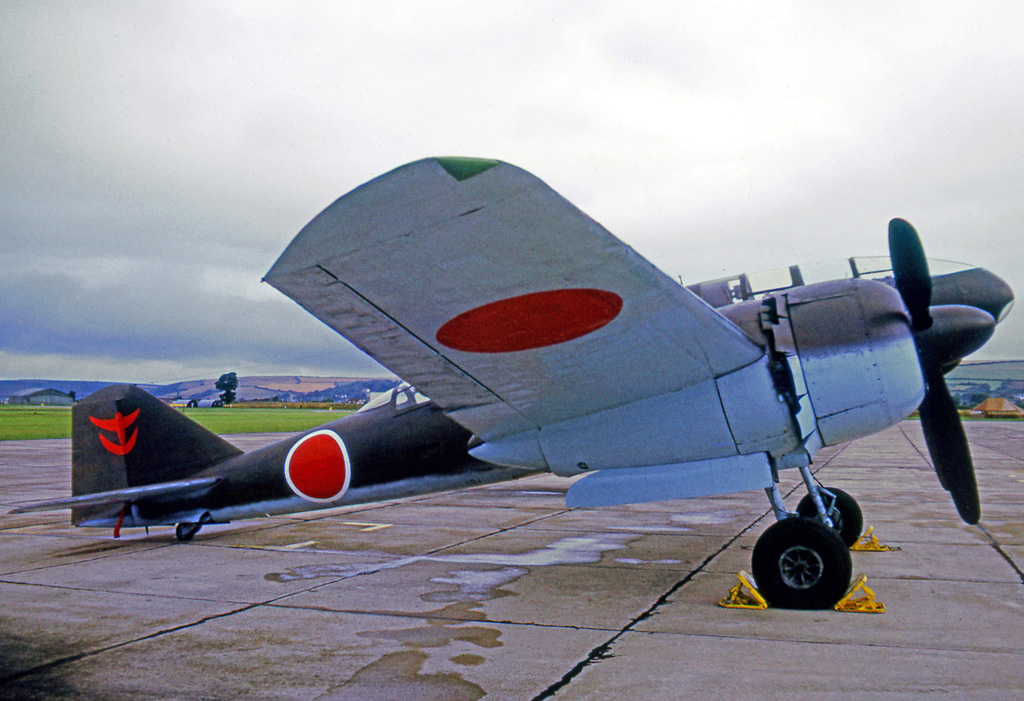
現在はRAF博物館が収蔵中の元第1野戦補充飛行隊偵察隊所属の一〇〇式司偵三型甲（キ46-III甲）、1971年当時の姿。垂直尾翼の部隊マークは補充の「ホ」を「鳥」のように図案化したもの（本来の第1野戦補充飛行隊偵察隊は白色）

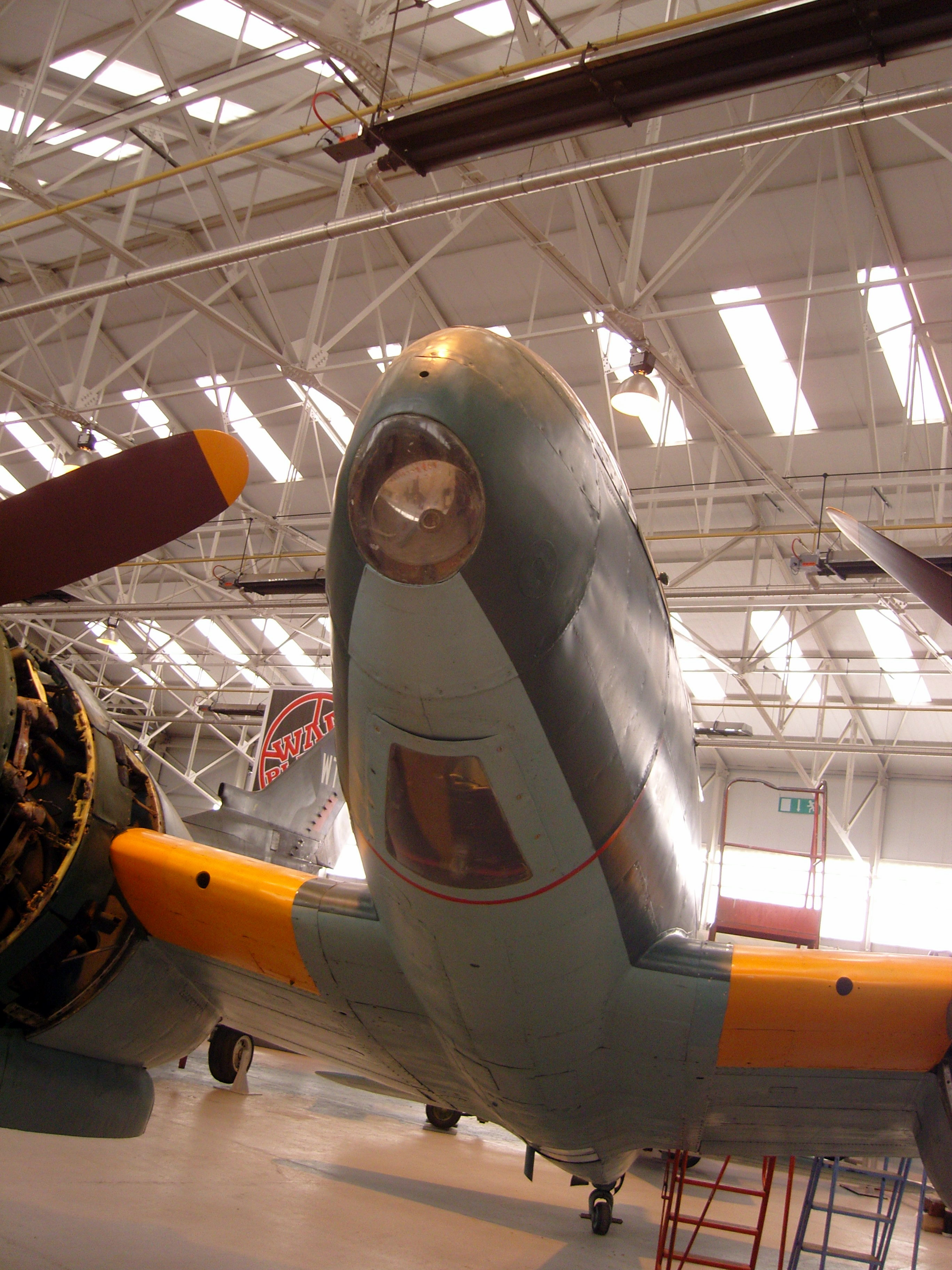
一〇〇式司偵三型甲（キ46-II甲）の機首

当初の計画通り600km/hに達した一〇〇式司偵だったが、連合軍戦闘機の速度・高空性能の向上およびレーダーの発達により二型（キ46-II）は性能不足となってきた。これにより1942年5月、陸軍はキ46第二次性能向上型であるキ46-IIIの開発を三菱に指示。要求性能は最大速度650/km/h以上・航続時間の1時間延長・キ46-I/IIより離着陸の容易化であった。エンジンは燃料直接噴射式かつ水メタノール噴射装置付きの高出力ハ112-II（出力1500HP）を指定。
ハ112-II(1500HP)は二型（キ46-II）のハ102(1080HP)より出力で420HP大きいがサイズも1.4倍で直径も100mm大きくなるため、久保技師らはナセルを新設計すると共に、（キ46-IIIの特徴となる）操縦席風防・天蓋を機首先端にまで伸長した「段無し式」とし機体全体の抵抗減少を図った。この機首部には200lの燃料タンクが増設され機内燃料搭載量を1,895lとし、さらに胴体下面に400 - 600lの落下タンクを装備可能とすることで航続時間（航続距離）の問題をクリアしている。さらに、防弾装備として燃料タンクは被弾時の耐弾・防火性に優れた外装積層ゴム式（セルフシーリング）である防漏タンク（防火タンク・防弾タンク）となった。
プロペラには住友金属がライセンス生産していたハミルトン・スタンダード製の油圧式可変プロペラを独自に改良し、ピッチの変更範囲を拡大したペ26が採用された。
装備も無線機は長距離用の九九式飛一号無線機に、写真装置も一〇〇式小航空写真機1台・一号自動航空写真機1台となり、偵察機としても更なる性能向上がなされている。また、武装として従来一/二型（キ46-I/II）が装備していたテ4 試製単銃身旋回機関銃二型（7.7mm旋回機関銃）1挺は自衛用として効果が薄いため廃止され、名実共に一〇〇式司偵は「速度だけが唯一の武器」となった。
キ46-III試作第1号機は1943年（昭和18年）3月に完成、翌1944年（昭和19年）3月に基本審査を終え実用審査を経た同年8月に一〇〇式司令部偵察機三型として制式採用された。最大速度は630km/h/6,000mを記録、これは四式戦闘機「疾風」（キ84）の624km/hを押さえ、「戦時中に実用化された日本陸海軍機中最速機」である。同時に高高度である8,000m - 10,000mにおける高空性能は大幅に向上し、上昇力も優秀であった。欠点は風防伸長・曲面ガラスのため視界の歪みや夜間飛行時の内面乱反射の発生、自動操縦装置と酸素装置の不良程度であった。ほか、一〇〇式司偵唯一の欠点としては二型（キ46-II）から続く主脚の強度不足が挙げられる。
審査中の1944年3月には、エンジンの集合式排気管を推力式単排気管に改めることによってさらに12km/h程度の速度向上が確認された（約642km/h）。またこの単排気管は夜間飛行時の消炎（消焔）効果にも役立った。

#### 武装司偵
アメリカ軍が超重爆ことB-29開発中の情報を得ていた帝国陸軍は1943年8月に対策委員会を設置、本格的な日本本土空襲の開始に先立つ1944年5月、陸軍航空工廠に対して一〇〇式司偵三型（キ46-III）に20mm機関砲（ホ5 二式二十粍固定機関砲）2門を搭載した防戦（防空戦闘機）・高戦（高高度戦闘機）に改修・試作する指示がなされた。
偵察機、特に司令部偵察機である本機が選択された理由として、当時の日本陸海軍機の中では最優秀である高空性能をもつことがその理由であり、高高度を高速で爆撃可能なB-29に対抗するには同じく高高度を高速で飛行可能な一〇〇式司偵三型（キ46-III）は応急策ではあるが順当であった。優秀な性能をもち「純戦闘機」である四式戦「疾風」は当時まだキ84増加試作機が審査中、新鋭重武装高高度戦闘機であるキ102甲は試作段階、制式採用済の一式戦「隼」（キ43）・二式戦闘機「鍾馗」（キ44）・二式複座戦闘機「屠龍」（キ45改）・三式戦闘機「飛燕」（キ61）は高高度邀撃には上昇限度や上昇力で劣り性能不足であった。
なおこれに先立つ1942年12月、海軍の要請によりソロモン、ニューギニア航空戦に参戦した陸軍航空部隊は、一式戦が進出したラバウルにて重防御のB-17と対峙し苦戦。その重防御かつ高空を高速で飛来するB-17対策として、1943年1月に一〇〇式司偵二型（キ46-II）に大威力の37mm戦車砲を搭載した改造司偵を設計し、同様に九八式三十七粍戦車砲を搭載する二式複戦乙型（キ45改乙）とともに1月末までに各15機ずつの改修を完了し、トラック島へと海上輸送された。ところが、到着後しばらくは格納庫に収納されたままとなり、改造司偵6機がラバウルに到着したのは2月17～18日であった。本砲は元が戦車砲なために操縦士が一発ごとに再装填操作をしなくてはならず、3分に1発ほどしか撃つことができなかった。これらは第12飛行団隷下の「特殊攻撃隊」として実戦投入されたものの、B-17とは交戦することはなかった。
1944年6月、20mm機関砲（ホ5）を機首に2門装備したキ46-III乙の改造第1号機が完成。続いて審査部でテストが行われ、これは三型乙として採用された。続いて7月にはさらに大口径37mm機関砲（ホ204）を機体背面に「上向き砲」として搭載させることが命じられ、これはキ46-III乙+丙と称し、三型乙+丙の名で採用されている。生産数は三型乙（キ46-III乙）が計75機、三型乙+丙（キ46-III乙+丙）は少なく計15機であった。さらに同年9月、上述の武装司偵のうち50機にクラスタ爆弾であるタ弾の懸吊架追加装備が指示されている。なお、従来の純偵察機型は三型甲（キ46-III甲）となった。
これら武装を施された一〇〇式司偵は武装司偵・防戦（防空戦闘機）・高戦（高高度戦闘機）・一〇〇改・三型改などと呼称され、独立飛行第17中隊や飛行第28戦隊に少数が配備された。戦果の一例としては、11月24日の邀撃で独飛17中の武装司偵1機（操縦者：中隊長北川禎佑陸軍大尉・同乗者：古賀巌陸軍軍曹）が銚子沖40~50kmの地点で帰還中のB-29 1機を確実撃墜している（アメリカ陸軍航空軍第21爆撃集団は24日の戦闘でB-29 2機を喪失。この内の1機が武装司偵北川機の戦果とされB-29は帰途不時着水喪失、なお残る1機は飛行第47戦隊の二式戦の体当たりで墜落。一方でこの戦闘で独飛17中は1機を喪失している）。
しかしながらB-29の防御砲火により実戦投入された武装司偵も少なくない損害を出しており、また以降の戦果も撃墜に至らず撃破にとどまることが多かった。もともと武装司偵は応急策であり、四式戦の普及やまたB-29が低・中高度爆撃に戦術を変更してからは高空性能を持て余すようになり、また硫黄島陥落以後護衛戦闘機(P-51D)を伴うようになると脆弱な武装司偵は自然とB-29邀撃から外れ、通常の司偵として運用されるようになっていった。
武装司偵の機体の強度不足について、改造を担当した池田研爾による以下のような反論もある。「斜め銃の銃架の部分を補強したほかは、とくに機体の補強はしなかった。しかし、明野陸軍飛行学校の統計を見ても、戦闘機はめったに六Gのかかるような運動はやっていない。せいぜい四・五Gくらいだから、偵察機だって三・五の一・八倍、つまり六・三Gまでもつはずだからかなり思い切った運動をやっても大丈夫なはず。みんな、偵察機だから弱いだろう、という先入観があるので、そこまでやれなかったのではないか」。

### キ46-IV
1943年、三菱が開発したターボチャージャー（排気タービン過給器）を有するハ112-IIル二段二速エンジンを一〇〇式司偵にも搭載することとし、陸軍はキ46-IVとして開発を三菱に指示。同年12月、キ46-IV試作第1号機が完成。三型（キ46-III）をベースに大幅な改造がされることなく開発された本機は、1944年1月12日に各務原陸軍飛行場で初飛行に成功した。結果、最大速度 630km/h/10,000m を記録、三型（キ46-III）と比較して50km/h以上の高高度性能向上となった。
改修や審査を経て1945年（昭和20年）2月には実用化の目処がついたものの、その後はターボチャージャーの完全実用化に悩まされ量産前に終戦を迎え、試作に近い4機が生産されたにとどまる。

## 活躍

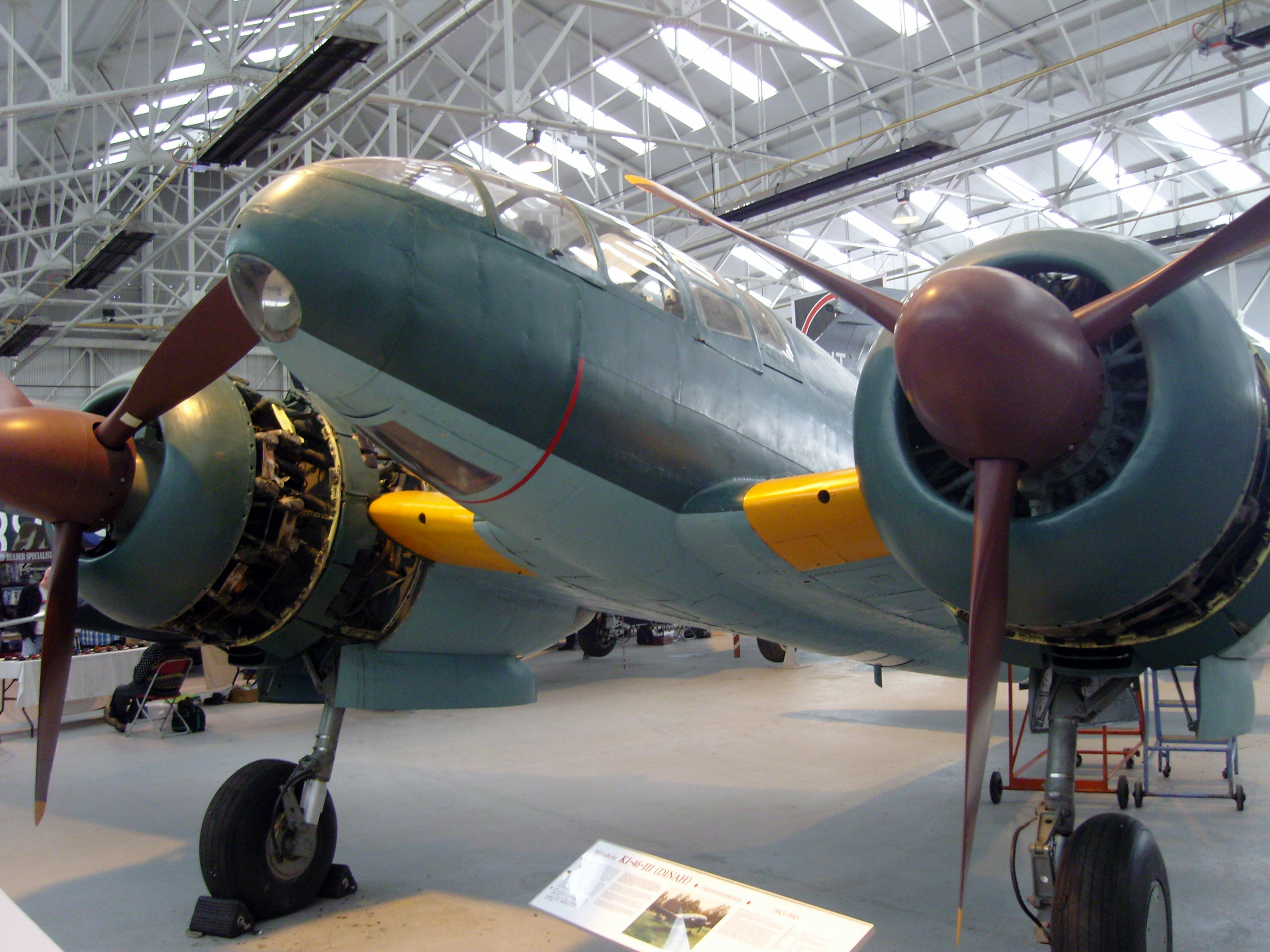
一〇〇式司偵三型甲（キ46-III甲）

一〇〇式司偵は、中国戦線を含む太平洋戦争の全戦線において主力偵察機として投入され、北はアリューシャン列島、南はダーウィン、西はインド、東はマーシャル諸島まで、連合軍勢力圏の奥深く数々の偵察飛行を敢行した。
一〇〇式司偵は陸軍だけでなく海軍をも含む日本軍の作戦の多くに関与し、日本軍の行動にはなくてはならない存在であった。海軍は陸軍の独立飛行第76中隊などの司偵飛行部隊を太平洋戦争全般にわたり海軍指揮下とし度々借用していたほか、第一五一海軍航空隊・第一五三海軍航空隊・第三〇二海軍航空隊などに至っては陸軍が正式に供給した一〇〇式司偵を装備運用している。一例として、一〇〇式司偵二型（キ46-II）はガダルカナル島方面に従軍（ソロモン諸島の戦い）した一五一空で二式艦上偵察機と共に運用され、1943年6月のルンガ沖航空戦で事前偵察・天候偵察・戦果確認に活躍して、南東方面艦隊・第十一航空艦隊の「目」となっている。
数多い戦果の例を挙げる。
- 太平洋戦争開戦前の1941年7月から始められたマレー・フィリピンなどに対する高高度隠密偵察（南方作戦に向けての空中写真撮影）
- 「南方資源地帯の確保」という理由で始められた太平洋戦争においてその開戦理由かつ南方作戦における戦略上の最重要攻略目標であり、陸軍落下傘部隊（挺進部隊）によるパレンバン空挺作戦を控えたオランダ領スマトラ島パレンバンの油田・製油所・飛行場地帯に対する隠密・強行偵察
- ダーウィン空襲のための隠密・強行偵察
- 数次にわたるマーシャル諸島強行偵察
- ビルマ奪回・レド公路打通を企図したイギリス領インド軍の大船団の集結を詳細に捉えたチッタゴン港強行偵察
- インパール作戦開始直前の連合軍空域隠密偵察
- 沖縄の戦いにおける第58任務部隊や連合軍占領飛行場に対する強行偵察
- 陸海軍航空部隊のほぼ全てが引き上げた後のラバウルで現地将兵の手によって残骸をかき集めて再製した1機で強行偵察やキニーネ輸送に活躍従事し、終戦まで生き残った飛行第10戦隊第2中隊機

一〇〇式司偵はその特徴的な姿と司偵という特殊性により、連合軍将兵からは本来の制式名称やコードネームとは別に、ビルマの通り魔、空の百合、写真屋のジョー、地獄の天使などとも呼ばれていた。

## エピソード
- 1945年2月27日午前10時、ターボチャージャーを装備した2機の四型（キ46-IV）が、北京の南苑飛行場を離陸し、福生の多摩陸軍飛行場まで飛んだ。北京離陸から福生の格納庫前に停止するまでに要した時間は、1番機が3時間35分、2番機が3時間15分であった。実飛行距離は2,250kmで、平均時速700km/h強であった。冬季の偏西風が追い風となって有利になった反面、離陸時のトラブル（2番機は北京で離陸をやり直した。先に離陸した1番機は、2番機を待って北京上空で旋回を繰り返したため、時間をロスした）や悪天候（当日の北京の天気は粉雪で視界は約2kmにすぎず、朝鮮半島までは完全な雲層中間飛行および雲上飛行であった）など、速度記録を出すには不利な条件もあった。また多摩飛行場に着陸した時、燃料の残量は、胴体前タンクはまだ満タンで、その他のタンクにも少量ずつ残っているほどの余裕があった[18]。
- 本機はその優秀性を高く評価され、1942年3月に開発元の三菱に対し陸軍技術有功章を陸軍大臣から授与されている。
- 1943年中頃、濠北方面でオーストラリアの偵察にあたっていた部隊の二型（キ46-II）は、オーストラリア空軍のスピットファイアの性能向上で速度の優位が失われ、偵察活動が困難になっていた。このため部隊独自で主翼の翼端を50cm切断して試験を行ったところ、離着陸は著しく困難になるが速度は約10km/h増大することが確認できた。この速度増大は現地の部隊には非常に魅力で陸軍中央部に伝えられたが、採用されることはなかった[19]。
- 1944年、一技術将校が発案した「空中機雷」と称する囮兵器（数十個のゴム風船）を搭載したこともあり、追跡してくる敵機の眼前で放出し、操縦を誤らせて地面との衝突を誘発させ、実際に戦果を挙げている[20]。
- 1944年4月、キングレコードから一〇〇式司偵・二式戦「鍾馗」・一〇〇式重爆撃機「呑龍」をテーマにした戦時歌謡『鐘馗呑龍新司偵』（しょうきどんりゅうしんしてい。時雨音羽作詞、細川潤一作曲、鬼俊英歌唱）がレコード化されている。
- エンジンの生産が進まず、首なしの機体が多数並べられる三式戦「飛燕」二型（キ61-II改）に対し生産が順調だった一〇〇式司偵用のエンジンを搭載することとなった。これがキ100（五式戦闘機）である。

## 各型

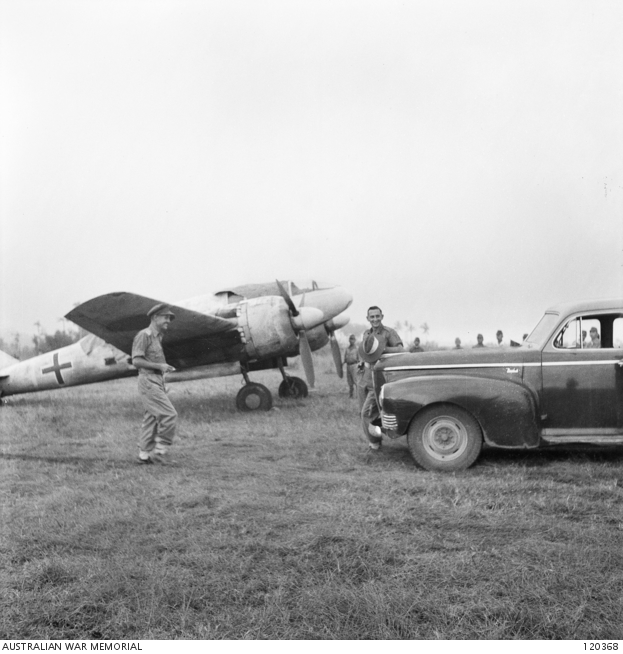
終戦後の1945年、セレベス島マナドにて緑十字飛行用機として使用中の一〇〇式司偵三型甲（キ46-III甲）

一〇〇式司偵は試作機・増加試作機と一型（キ46-I）から四型（キ46-IV）までが存在し、主力となったのは二型（キ46-II）と三型（キ46-III）である。
一型（キ46-I）
試作機キ46はエンジンにハ26-I（出力875HP）を搭載し、1939年11月に初飛行、最大速度は540km/h/4,100mを記録した。1940年8 - 9月に一〇〇式司令部偵察機として制式採用され、のちに二型（キ46-II）の採用により一型（キ46-I）となる。生産数は試作機3機・増加試作機8機、量産機26機。

二型（キ46-II）
最大速度向上のため、エンジンをハ102（出力1080HP）に換装し1941年3月に登場したのが二型（キ46-II）で、最大速度は604km/h/5,800mに達し、陸海軍を通じて日本で最初に600km/hを突破した機体となった（一説では一型の時点で600km/hを超えていたとされる）。生産数は試作機4機、量産機1,093機で、各型中最多数となる。
なお、制式外の戦地改造機として対爆撃機迎撃用に速射砲や機関砲を搭載、機内に燃料タンクを増設したり後席の旋回機関銃を撤去した機体や、制式の派生型として練習機として二型をベースに、操縦席後方に偵察者席とは別の教官席を追加改造した二型改（キ46-II改）が少数存在した。

三型（キ46-III）
さらなる性能向上のため、エンジンをハ112-II（出力1500HP）に換装、増設燃料タンクや落下タンクを装備し航続距離を拡大、さらに風防を機首先端まで伸ばし段差をなくして完全な流線型にしたものが1943年3月登場の三型（キ46-III）であり、最大速度は630km/h/6,000mを、さらに推力式単排気管への換装で約642km/hを記録。
派生型として20mm機関砲（ホ5）を機首に2門装備したものは三型乙（キ46-III乙）、更に37mm機関砲（ホ204）を機体背面に上向き砲として搭載した三型乙+丙（キ46-III乙+丙）と称し、従来の純偵察機型は三型甲（キ46-III甲）となる。
生産数は量産機613機。

四型（キ46-IV）
1943年12月試作第1号機完成、ターボチャージャーを備えたハ112-IIル二段二速エンジンに換装し、630km/h/「10,000m」を記録した。なお、量産機では段付き風防が採用される予定であった。これは三型の流線型風防が風洞試験の結果、段付きの二型と大差のないことが判明したためであり、また段付き風防は視界に優れ夜間着陸と前方索敵がより容易な利点があった。

## 諸元（キ46-II/III）
- 全長：11.00m
- 全幅：14.70m
- 全高：3.88m
- 翼面積：32.0 m²
- 自重：3,263kg/3,831kg
- 全備重量：5,050kg/5,720kg

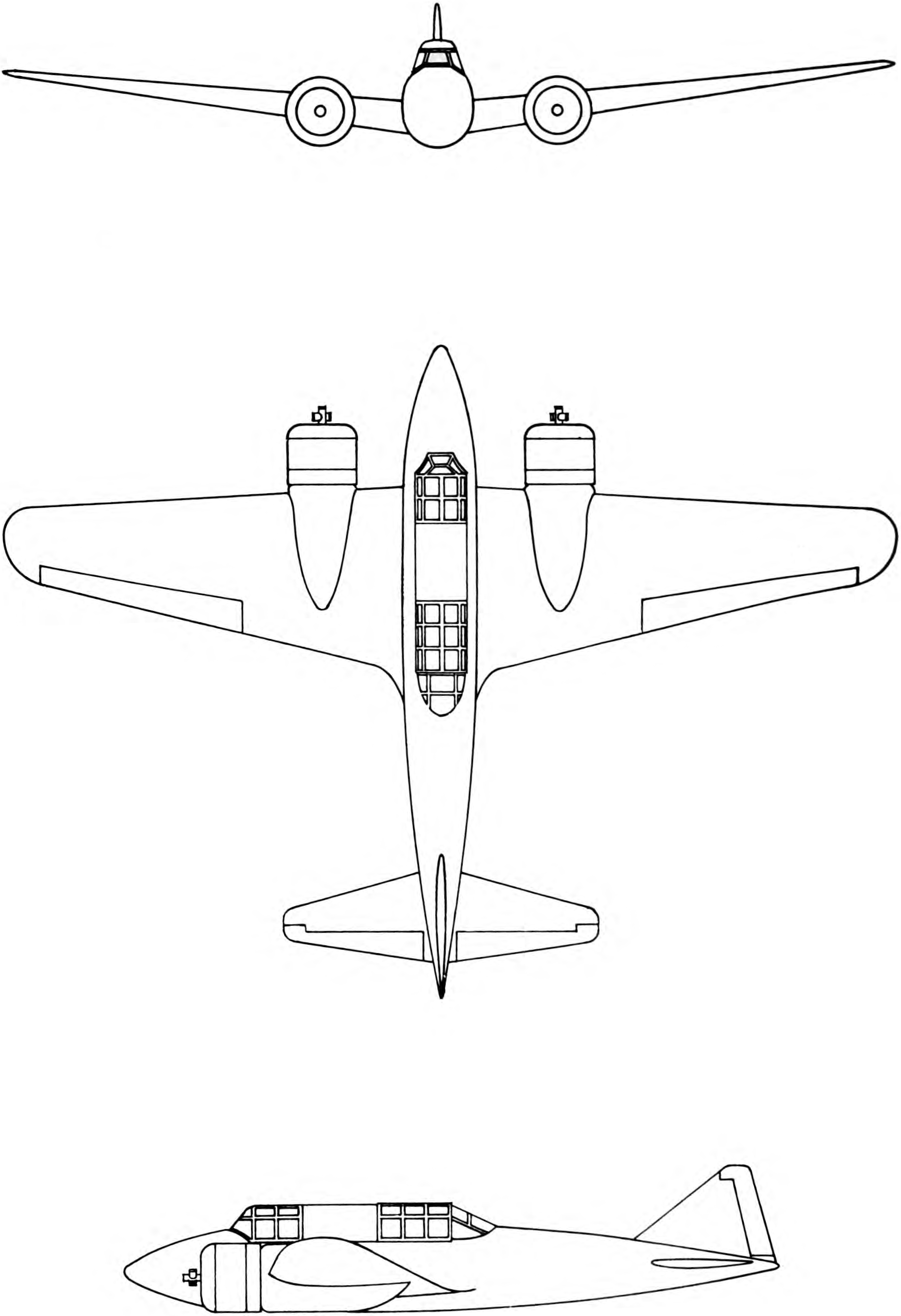
Mitsubishi Ki-46

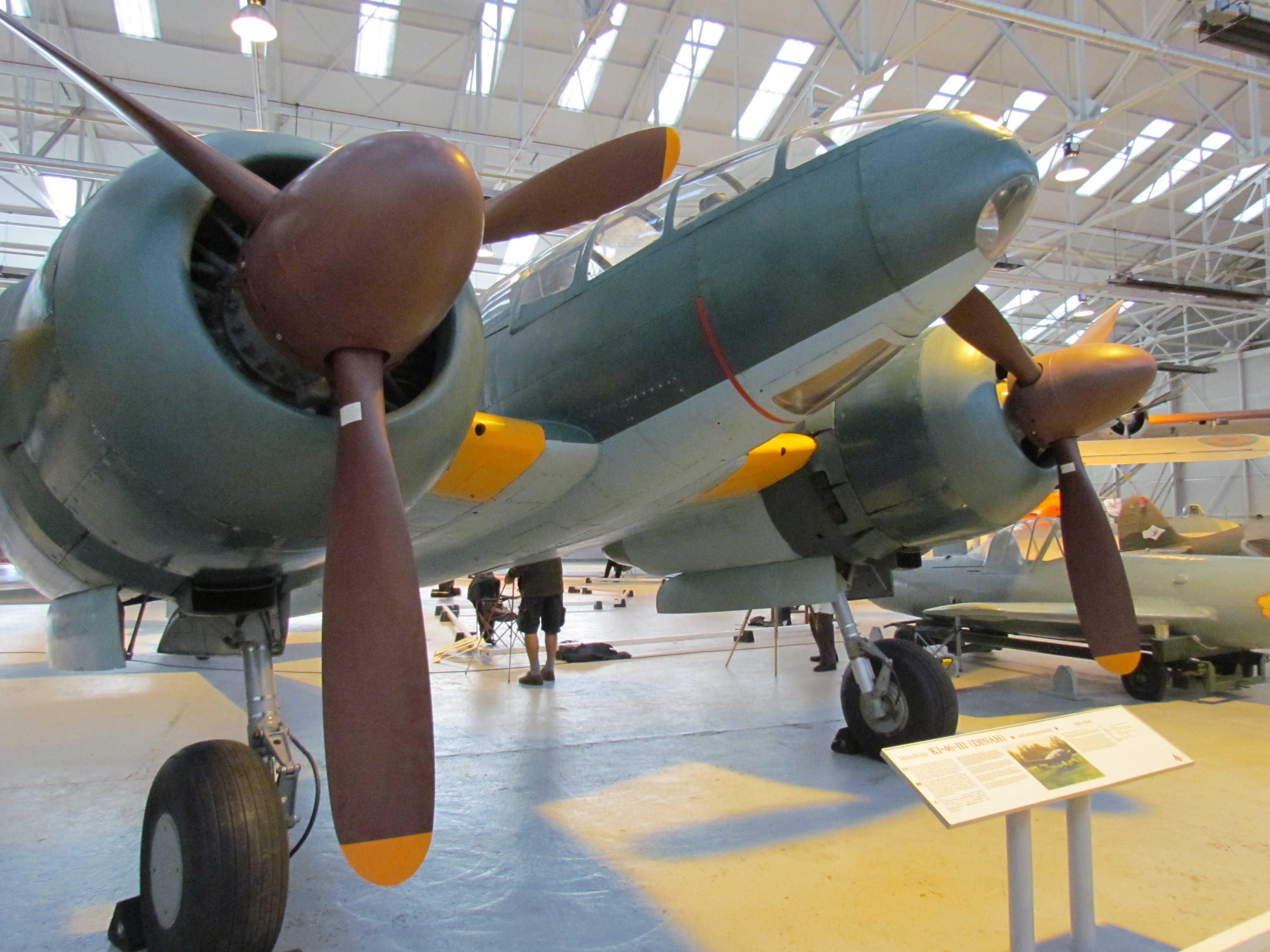
2013年11月、RAF博物館コスフォード館の一〇〇式司偵三型甲（キ46-III甲）

- 最高速度：604km/h(5,800m)/630km/h(6,000m)
- 航続距離：2,474km/4,000km（落下タンク装備）
- 上昇限度：10,720m/10,500m
- 上昇力:11分58秒(8,000m)/20分15秒(8,000m)
- 発動機：ハ102/ハ112-II
- 武装：7.7mm旋回機関銃（テ4）/無し
  - 防空戦闘機型：20mm固定機関砲（ホ5）×2、37mm固定機関砲（ホ204）×1
    - 攻撃機型：タ弾
- 写真機：一〇〇式大航空写真機・九六式小航空写真機/一〇〇式小航空写真機・一号自動航空写真機
- 無線機：九九式飛二号無線機（中距離用）/九九式飛一号無線機（長距離用）
- 乗員：2名（操縦者1名・偵察者1名）

## 現存機
本機の唯一の現存機として、イギリスのウルヴァーハンプトン近郊シュロップシャーに位置するイギリス空軍博物館（RAF博物館）コスフォード館に収蔵されている三型甲（キ46-III甲）がある。
本機は終戦直後、イギリス空軍東南アジア航空技術情報隊(ATAIU SEA)に引き渡されたマレー半島駐屯の第1野戦補充飛行隊偵察隊の所属機である。イギリス本国での調査終了後はビギンヒル基地、セントアサン基地にて展示され、1980年（昭和55年）にRAF博物館コスフォード館のあるコスフォード基地に移管となった。1992年（平成4年）4月にはレストアが開始され（当時6万ポンドが計上された修復費用の半分は設計製造元である三菱が負担している）、極めて良好な状態で展示されている。

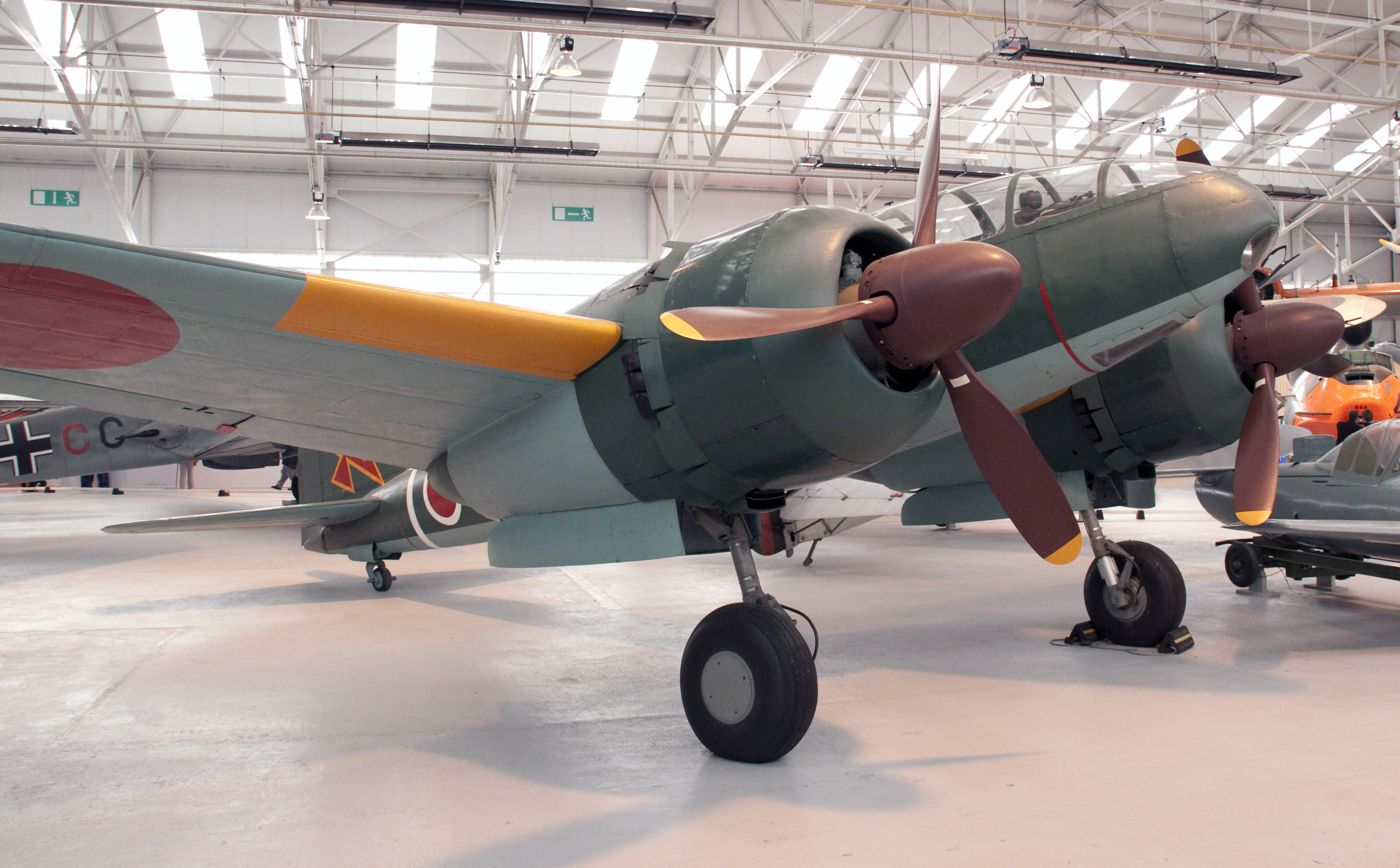
RAF博物館の一〇〇式司偵三型甲（2009年4月撮影）
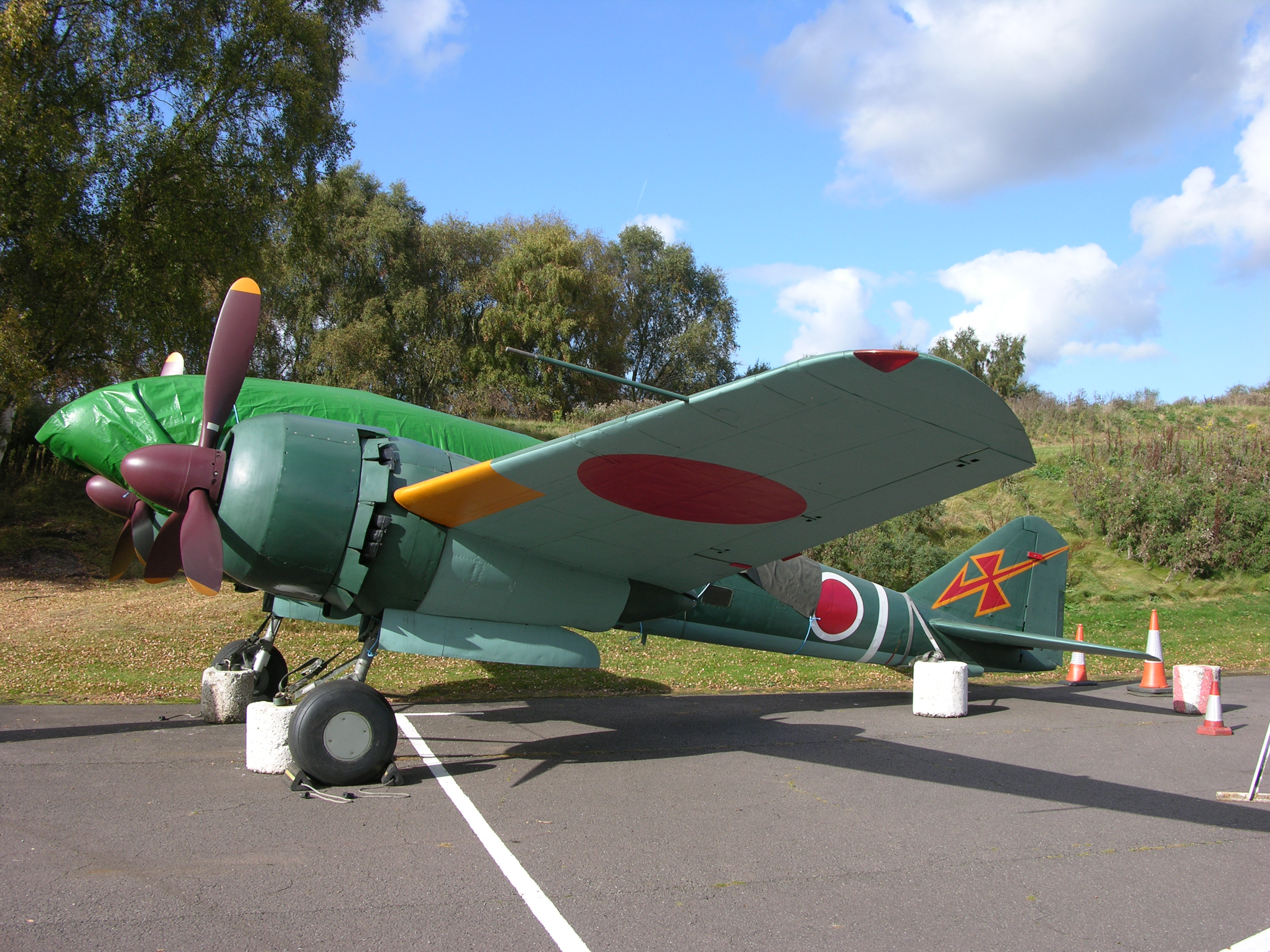
同左（2009年10月撮影）
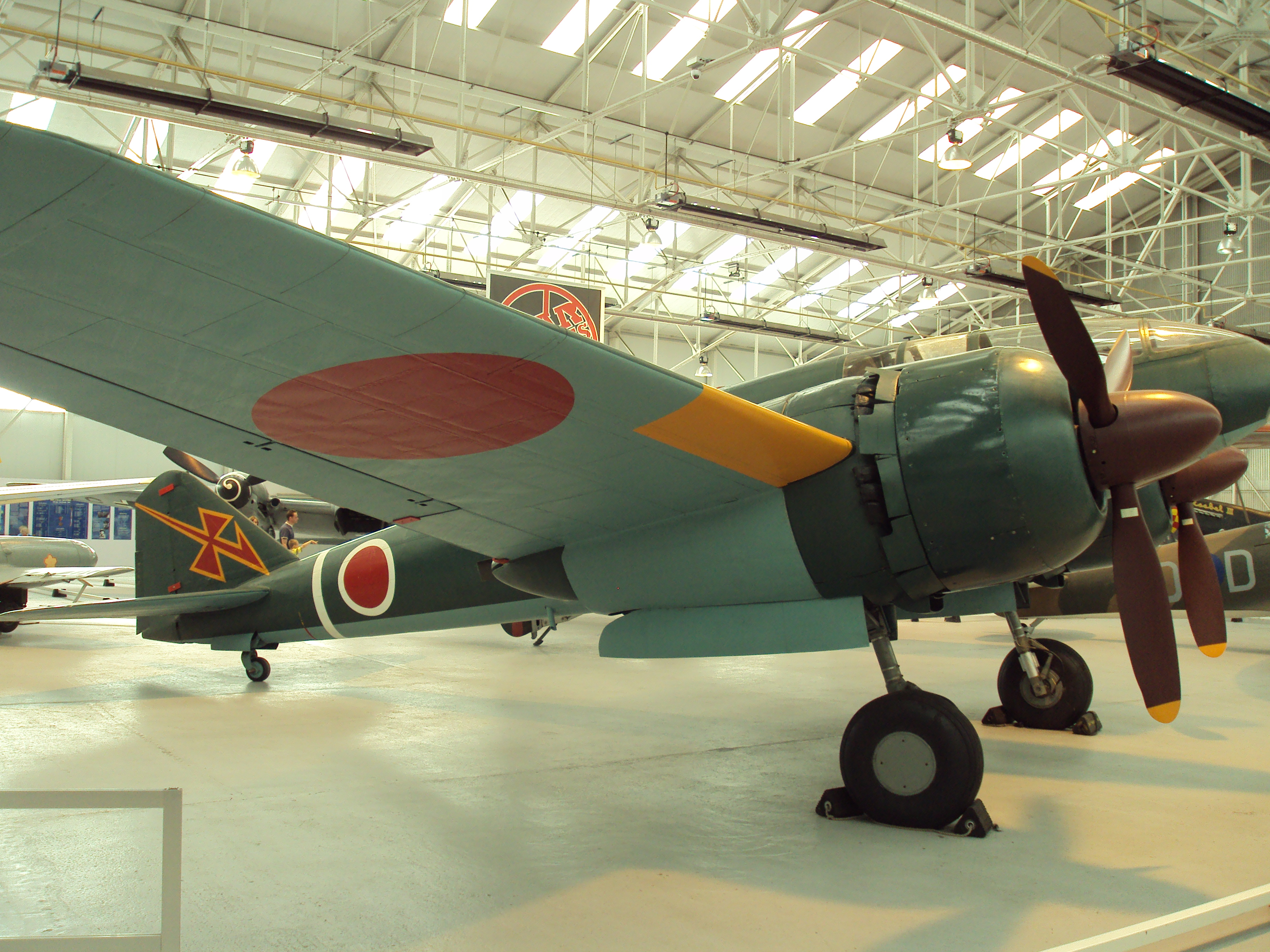
同左（2010年8月撮影）
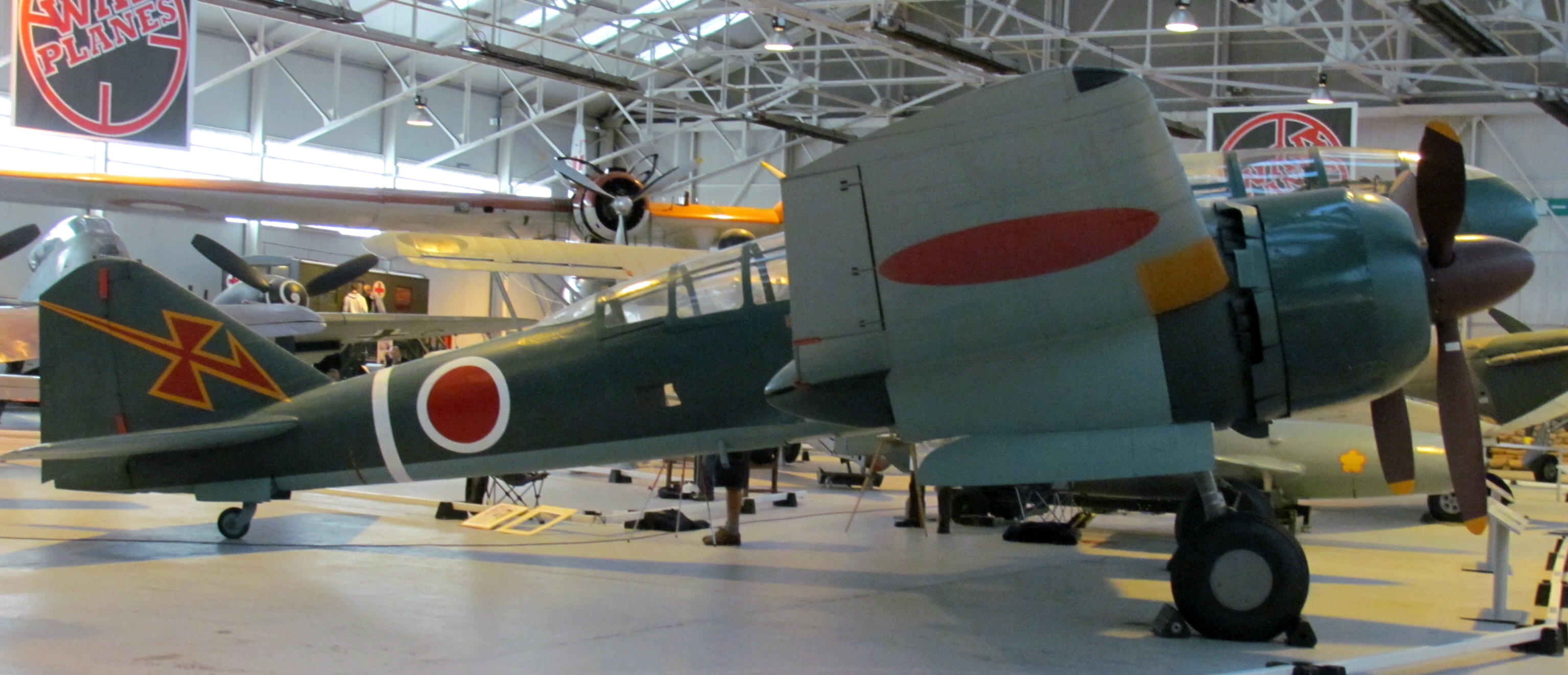
同左（2013年11月撮影）

## 登場作品
荒巻義雄『紺碧の艦隊』（架空戦記）
OVA版で偵察機・星電のベースになっている。
城山三郎『赤い夕日』
短編小説集『忘れ得ぬ翼』に収録されている。
松本零士『晴天365日』（戦場まんがシリーズ）
海軍に供与された機体が登場。三座に改造されている。
山崎豊子『不毛地帯』
同作を原作としたテレビドラマ（2009年版）の第1話に登場。
滝沢聖峰『帝都邀撃隊 迎撃戦闘隊・本土防空編』
タ弾装備の武装司偵がB-29を邀撃するシーンで登場。
香川茂 『高空10000メートルのかなたで』 アリス館牧新社
舞台となる八街の独立偵察飛行隊の配備機体。サイパンや硫黄島偵察に飛び立つ。
かわぐちかいじ 『ジパング』
トラック諸島から草加が離脱する際に搭乗した。